# Ethmolaimus pratensis
Ethmolaimus pratensis är en rundmaskart som beskrevs av De Man 1880. Ethmolaimus pratensis ingår i släktet Ethmolaimus och familjen Chromadoridae. Arten är reproducerande i Sverige. Inga underarter finns listade i Catalogue of Life.